# Josep Lleonart Maragall
Josep Lleonart Maragall (Barcelona, 5 de mayo de 1880 - Ibidem., 26 de enero de 1951) fue un poeta, escritor, traductor y literato español. 
Se la ha considerado tradicionalmente como un poeta del modernismo, si bien al mismo tiempo señalando su participación en diversas iniciativas del novecentismo, aunque tradicionalmente se ha destacado su maragallismo, con la circunstancia añadida de ser sobrino del poeta, con una influencia inconcreta, pero profunda, de Goethe y de los literatos alemanes.

## Biografía
Nació en la calle Trafalgar de Barcelona, hijo de Joan Lleonart y Llumell, natural de Cornellà de Llobregat, y de Eugenia Maragall y Gorina, natural de Barcelona, hermana del poeta Joan Maragall.
De joven tuvo oportunidad de viajar y estudiar en Suiza y Alemania. Allí se formó y conoció a fondo la literatura alemana, por lo que a lo largo de su vida tradujo varias obras de Goethe: Hermann y Dorothea, Fausto, Egmont; e hizo esfuerzos para divulgar la cultura alemana en Cataluña.[cita requerida]
Colaboró en diversas publicaciones: Vell i nou, La Revista, La Nueva Revista (1927-1929) y La Voz de Cataluña. Su vida fue dedicada completamente a las letras, pero con no demasiada fortuna.

## Publicaciones

### Poesía
En su producción poética destacan los volúmenes Elegías germánicas (1910), Tres poemas (1920) y Las elegías y los jardines (1938).
Elegies germàniques, su primera recopilación, es un largo poema narrativo constituido por más de cuatro mil decasílabos y en el que expresa en clave su proceso de formación y especialmente el conocimiento del amor. Martí, el narrador, con quien se identifica Lleonart, mantiene en alguna de las seis elegías que componen la recopilación, apasionados diálogos con Elsa.
Los poemas, así, revelan una ingenuidad natural, un exaltación, que utilizando formas épicas y dramáticas, también líricas, deviene confesión autobiográfica, Eugenio d'Ors llegó a decir, socarronamente, que el libro le parecía traducido del alemán.[cita requerida]
Tres poemas fue escrito en una época de crisis, significan un retorno a la fórmula expresiva del primer libro: la confesión personal.[cita requerida]
En 1914 publicó La merla i altres cants (El mirlo y otros cantos) -fue reelaborado en 1937 con el título El poema de la merla (El poema del mirlo)-,  para muchos el volumen más maragalliano de su producción: por la expresión, por la contemplación del mundo exterior -la naturaleza-, reducido a árbol, vid y pájaro, sin lugar a pretensión simbólica.[cita requerida]
En otros libros efectuó nuevas incursiones en la temática amorosa, a Un tragi-poema (1934), o en motivos modernistas, a Odes i ciutats de visió (1930). El punto más alto de su evolución poética la consigue con Les elegies i els jardins (1938), premio Joaquim Folguera 1937, donde se reencuentran unas sospechosas coincidencias con títulos y temas de Maragall.
Póstumamente editaron en los últimos trabajos suyos, con el título de Jornades líriques (1981), con prólogo de Enric Cassany. El libro significa una reincidencia en el estilo y los intereses de Les elegies i els jardins.[cita requerida]

### Narrativa, teatro y ensayo
Al margen de su dedicación a la poesía, el esfuerzo capital, escribió un Manual d'història general de la cultura (Manual de historia general de la cultura), varias obras de teatro y algunas novelas: Vida estreta (1926), El camí errat (1927), Dues conversions i una mort (1927), Rondant la nit (1931) (Premio Concepció Rabell), El sobrevingut (1932) i Sonata domèstica (1935).[cita requerida]

### Traducción
Empezó su labor de traductor al inicio del siglo XX, con la publicación en catalán de diversas obras de Richard Wagner, en versiones en verso y adaptadas a la música, con la colaboración del músico Antoni Ribera, y con las versiones al catalán de la obra de Goethe, siguiendo los pasos de su tío Joan Maragall.
Tradujo de la obra dramática en verso Torquato Tasso (1906) y, aproximadamente una década después, publicó una amplia muestra de la obra poética de Goethe bajo el título Herman i Dorotea i altres obres y otras obras. Entre otros autores alemanes por él traducidos se encuentran: Richard Dehmel (publicó una cata en 1918) y el premio Nobel Paul Heyse (Dos ànimes, 1925). En este momento Lleonart ya había concluido la traducción completa del Fausto, Por encargo de Joan Puig i Ferrater, director literario de Ediciones Proa, tradujo el Fausto de Goethe, que se publicó en 1938, como conmemoración de los diez años del primer título de la biblioteca "A Tot Vent" de la editorial. También versionó obras de la literatura italiana clásica, como algunos poemas sueltos de Dante o de Miguel Ángel. [4] Antes de la guerra ya había traducido alguna obra de narrativa en castellano, como Calidoscopio (1937) de Stefan Zweig o La carrera Doris Hart (1938) de Vicki Baum, actividad que incrementó notablemente en la posguerra. También en este periodo publicó numerosos trabajos de carácter biográfico, en especial sobre autores que había traducido.

### Sentimiento poético y fidelidad lingüística
Josep Lleonart heredó de su tío Joan Margall una particular concepción del acto poético, ligada plenamente al romanticismo. Como confesaba en 1933:

He servido dos ideales, el primero de los cuales podríamos decir que en los fondos existía dentro de mí incluso antes de que empezara a escribir. Este primer ideal ha sido la fidelidad a un sentimiento religioso y a un sentimiento poético que me es congenial; uno y otro informan mi visión del mundo y dan un tono a mis afecciones, desde que yo pueda tener memoria del hecho de existir. Este ideal de fidelidad a un sentimiento poético y a un sentimiento místico, que son todo yo, lo he llevado a menudo contracorriente de privaciones y conflictos.

Es de lo más característico de esta actitud, la consideración de la poesía como un instrumento de conocimiento, con un carácter casi sagrado, en la línea de un Novalis. La perfección expresiva era el segundo de sus ideales:

En segundo: un ideal de responsabilidad pensando que, hijo de una tierra que está en vía de los últimos perfeccionamientos de su lengua yo tenía que llevar el grano de arena a la obra colectiva

Estos dos ideales, de lado con la contemplación ingenua del espectáculo de la Naturaleza y el acceso fácil de la propia intimidad al verso, lo relacionan inevitablemente con Maragall.